# Super Robot Wars NEO
Super Robot Wars NEO (スーパーロボット大戦NEO?, Sūpā Robotto Taisen NEO) è il primo ed unico titolo della serie Super Robot Wars ad essere pubblicato per Nintendo Wii. Si tratta di uno pseudo-sequel di Super Robot Wars GC.

## Serie presenti
- Mazinger Z
- Great Mazinger
- Shin Getter Robo Re:Model (OAV)
- GoShogun
- Galactic Whirlwind Braiger
- Mobile Fighter G Gundam
- Serie Eldran:
  - Zettai muteki Raijin-Oh
  - Genki bakuhatsu Ganbaruger (debutto)
  - Nekketsu saikyō Go-Saurer (debutto)
- Lord of Lords Ryu Knight (debutto)
- NG Knight Lamune & 40 (debutto)
- Genki Bakhatsu Ganbarugar (debutto)
- Shippu! Iron Leaguer (debutto)
- Jushin Liger (debutto)